# 银杏目
银杏目（學名：Ginkgoales），舊稱銀杏部，是一类裸子植物，最早出现在晚古生代早二叠世，在侏罗纪和早白垩世最为繁盛，此后逐渐衰落。银杏（Ginkgo biloba）是银杏类植物唯一的现存成员。

## 生理特征
銀杏類植物為高大多枝落葉喬木、具有挺拔的樹幹與獨特的扇形葉片。由于大多数银杏类化石是营养器官，繁殖器官很少见；又由于银杏类化石极为庞杂，这里仅对银杏类植物的营养器官作一般性描述：叶一般具柄，叶片呈扇形，不分裂或分为多条裂片，平行脉。

## 地质分布
最古老的银杏类化石是在法国南部早二叠世发现的毛状叶（Trichopitys）化石（也有认为晚石炭世的两歧叶属 Dichophyllum 是最早的银杏类化石）。楔裂银杏属（Sphenobaiera）于晚二叠世时出现。二叠纪-三叠纪灭绝事件使银杏类植物濒临灭绝。晚三叠世时，银杏类植物快速发展，之后的侏罗纪和早白垩世达到了鼎盛时期，广泛分布于世界各大洲，但在赤道地区和南极洲没有发现紀錄。当被子植物于早白垩世晚期迅速崛起时，银杏类像其它裸子植物一样也急剧衰落。晚白垩世后除个别发现外，银杏科以外的银杏类植物已基本绝迹。晚白垩世和古近纪，银杏（主要为银杏属Ginkgo 和似银杏属Ginkgoites）在欧亚大陆和北美高纬度地区呈环北极分布，渐新世时由于寒冷气候不断向南迁徙，并在此之后不断衰落。中新世末在北美消失，上新世晚期在欧洲消失。而东亚是银杏类植物的最后栖息地。中国的银杏大化石纪录始于始新世；日本直至上新世，甚至更新世早期都有银杏叶化石发现，但未发现繁殖器官。
在中国浙江西天目山发现有野生状态的银杏（Ginkgo biloba），另外在安徽大别山、湖北神农架和大洪山及广东南雄也有发现。

## 发现及分类历史
中国和日本很早就开始人工种植银杏（Ginkgo biloba）。1690年，荷兰东印度公司的 Englebert Kaempfer 博士首次描述了在日本栽培的银杏，并建立了银杏属（Ginkgo）。1771年，林奈正式描述了银杏，并以biloba作为种加词，以表示银杏叶片二裂的特点。十九世纪后半叶，由于银杏的种子与榧属（Torreya）和粗榧属（Cephalotaxus）的种子相似，银杏被放入松柏类的紫杉科（Taxaceae）。1896年，日本东京大学的植物学家平瀨作五郎（平瀬作五郎）发现了银杏具有多鞭毛的游动小孢子，而与松柏类的无鞭毛小孢子明显不同，显示出银杏在进化上的特殊的地位。此后，银杏长期被归于裸子植物。但随着大量化石的发现和分子生物学的发展，人们发现裸子植物并不是一个单系群，一般把各类裸子植物都被提升到门的分类阶元。由此，银杏类植物也被提升为银杏门。

## 分类

### 形态属分类
银杏类化石的极为庞杂，大部分是营养器官，只有很少的化石是繁殖器官。
常见的营养器官形态属有:
- 裂银杏属 Baiera
- 桨叶属 Eretmophyllum
- 银杏属 Ginkgo
- 准银杏属 Ginkgodium
- 似银杏属 Ginkgoites
- 银杏枝属 Ginkgoitocladus
- 假托勒利叶属 Pseudotorellia
- 楔裂银杏属 Sphenobaiera
- 舌叶属 Glossophyllum
- 毛状叶属 Trichopitys

常见的繁殖器官形态属有：
- 雌性生殖器官
  - 银杏属 Ginkgo
  - 狭轴穗属 Stenorachis
  - 施迈斯内果属 Schmeissneria
  - 格雷纳果属 Grenana
  - 卡肯果属 Karkenia
  - 托勒兹属 Toretzia
  - 乌马托鳞片属 Umaltolepis
  - 义马果属 Yimaia
  - 松套籽属 Allicospermum
- 雄性生殖器官
  - 银杏属 Ginkgo
  - 堆囊穗属 Sorosaccus
  - 小果穗属 Stachyopitys
  - 化石花属 Antholithus

### 系统发育分类
周志炎 （1997，2003）依据繁殖器官，在系统发育分析的基础上对银杏目植物重新进行分类，是现在能够较好地反应银杏类系统发育的分类系统之一。该方案为：
- 银杏纲 Ginkgoopsida
  - 银杏目 Ginkgoales
    - 毛状叶科 Trichopityaceae
      - 毛状叶属 Trichopitys

    - 卡肯果科 Karkeniaceae
      - 卡肯果属 Karkenia

    - 乌马托鳞片科 Umaltolepidiaceae
      - 乌马托鳞片属 Umaltolepis 
      - 托勒兹果属 Toretzia

    - 施迈斯内果科 Schmeissneriaceae
      - 施迈斯内果属 Schmeissneria

    - 义马果科 Yimaiaceae
      - 义马果属 Yimaia

    - 银杏科 Ginkgoaceae
      - 银杏属 Ginkgo
      - 格雷纳果属 Grenana

## 可能或曾经被认为属于银杏类的植物

### 茨康叶类
茨康叶类（Czekanowskiales）植物的营养枝、叶在外形和角质层的构造上都难以和银杏类区别，而且繁盛时间和地域分布上也和银杏类基本一致。所以长期以来被当作银杏类。1957年，Pant建立了与银杏目分类地位平行的茨康目(Czekanowskiales)。人们在详细研究其繁殖器官后认为和银杏类关系相当疏远，而更像极其原始的被子植物。

### 舌叶类
舌叶类可能是银杏类植物。但由于三叠纪有大量形似科达叶类型的叶片化石可以根据表皮归于不同的属，也是科达叶类型的舌叶类的表皮接近种子蕨。因此其分类地位仍不明确。